# Matías Zagazeta
Matías Zagazeta (Lima, 8 september 2003) is een Peruviaans autocoureur.

## Carrière

### Karting
Zagazeta begon zijn autosportcarrière in het karting op achtjarige leeftijd. Hij behaalde drie nationale titels voordat hij overstapte naar internationale kampioenschappen, voornamelijk in Amerika. In 2017 ging hij in Europa karten en nam hij deel aan diverse kampioenschappen van de IAME en de WSK. Ook reed hij in het Europees kartkampioenschap. In 2019, zijn laatste jaar in de karts, werd hij veertiende in de X30 Senior-klasse van de IAME Winter Cup.

### Formule 4
In 2020 maakte Zagazeta de overstap naar het formuleracing, waarin hij in het Brits Formule 4-kampioenschap voor Carlin reed. Een vijfde plaats op Donington Park was zijn beste resultaat, waardoor hij met 34 punten twaalfde in de eindstand werd.
In 2021 begon Zagazeta het seizoen in het Formule 4-kampioenschap van de Verenigde Arabische Emiraten, waarin hij voor Xcel Motorsport reed. Hij nam enkel deel aan de eerste twee raceweekenden, waarin een vierde plaats op het Yas Marina Circuit zijn beste resultaat was. Met 32 punten werd hij veertiende in de eindstand. Vervolgens keerde hij terug naar de Britse Formule 4, waarin hij overstapte naar het team Phinsys by Argenti. Hij behaalde vier zeges: twee op het Knockhill Racing Circuit en een op zowel Brands Hatch als Silverstone. Daarnaast behaalde hij nog zeven podiumfinishes. Met 306 punten werd hij achter Matthew Rees tweede in het kampioenschap.

### Formule Regional
In 2022 stapte Zagazeta over naar het Formula Regional European Championship (FREC), waarin hij uitkwam voor G4 Racing. Hij kende een moeilijk debuutjaar, waarin een achttiende plaats op het Circuit de Barcelona-Catalunya zijn beste race-uitslag was. Hij eindigde puntloos op plaats 32 in het kampioenschap.
In 2023 begon Zagazeta het seizoen in het Formula Regional Middle East Championship bij R-ace GP. Hij behaalde een podiumplaats in de seizoensopener op het Dubai Autodrome, maar verliet na drie van de vijf raceweekenden het kampioenschap. Met 28 punten werd hij zeventiende in de eindstand. Vervolgens keerde hij terug naar het FREC, waarin hij ook voor R-ace reed. Hij behaalde twee top 10-finishes, met een vijfde plaats in het eerste raceweekend op het Autodromo Internazionale Enzo e Dino Ferrari als beste resultaat. Met 12 punten eindigde hij op plaats 22 in het eindklassement.
In 2025 begint Zagazeta het jaar in het Formula Regional Oceania Championship bij M2 Competition.

### Formule 3
Eind 2023 maakte Zagazeta zijn Formule 3-debuut in de Grand Prix van Macau voor Jenzer Motorsport. Hij eindigde op plaats 24 in de kwalificatierace, terwijl hij in de hoofdrace zeventiende werd.
In 2024 debuteerde Zagazeta in het FIA Formule 3-kampioenschap bij Jenzer. Hij miste het raceweekend op het Circuit de Monaco vanwege een blindedarmontsteking en werd hier vervangen door James Hedley. Hij behaalde zijn enige top 10-finish van het seizoen met een podiumplaats in de sprintrace op Silverstone. Met 8 punten eindigde hij op plaats 25 in het klassement.
In 2025 blijft Zagazeta actief in de Formule 3 bij het team DAMS Lucas Oil, dat de inschrijving van Jenzer overneemt.